# Jan Švehla
Jan Švehla (3. května 1890, Týn nad Vltavou – 4. května 1967, České Budějovice) byl umělecký malíř-krajinář, fotograf, divadelník, za druhé světové války člen odbojové skupiny Obrana národa, člen Obce baráčníků a Sokola v Týně nad Vltavou.

## Život

### Původ
Jan (Václav) Švehla, známý spíše jako Jeník Švehla, se narodil 3. května 1890 v rodině krejčího Václava Švehly a Anny Švehlové, roz. Vejvodové, v Týně nad Vltavou, č.p. 53 (dnes Jiráskova ulice 53). Prarodiče z otcovy strany, chalupník Václav Švehla a Kateřina Švehlová (roz. Bartušková), pocházeli z Albrechtic nad Vltavou (č. p. 10 a 12), matčin otec, domkář Václav Vejvoda, pocházel z Týna nad Vltavou (č. p. 50), jeho manželka Kateřina Vejvodová (roz. Švehlová) z Albrechtic (č. p. 14).

### Mládí
U Jana Švehly se již v dětství projevil výrazný výtvarný talent a láska k divadlu, nejprve loutkovému. Umělecké nadání a zájem směrovaly celý jeho život. V mládí odešel na zkušenou do Vídně, avšak vzhledem k tíživé finanční situaci rodiny nemohl studovat tamní výtvarnou akademii, jak by si přál. Aby se zdokonalil v malířských technikách, navštěvoval alespoň dlouhodobé výtvarné kurzy. Ve Vídni, stejně jako dříve v Týně, se účastnil divadelního dění a dalšího spolkového života. Stal se členem divadelního spolku Komenský a vídeňského Sokola. Po návratu do rodného města pokračoval v ochotnické divadelní práci jako režisér, dekoratér, herec. V této době založil fotografickou a později i dekoratérskou živnost, která mu měla zajistit živobytí.

### Ochotník
Od mládí měl rád divadlo. V devíti letech založil dětskou divadelní společnost a začal uvádět loutkové hry v prostých dekoracích, např. z režných pytlů. Ve čtrnácti letech na jevišti Občanské besedy v Týně nad Vltavou vypravil drama Psohlavci podle stejnojmenné předlohy Aloise Jiráska a divadelní hru Princezna Pampeliška Jaroslava Kvapila. Roku 1905 ve svých patnácti letech byl přijat za člena ochotnického spolku Vltavan.

## Galerie

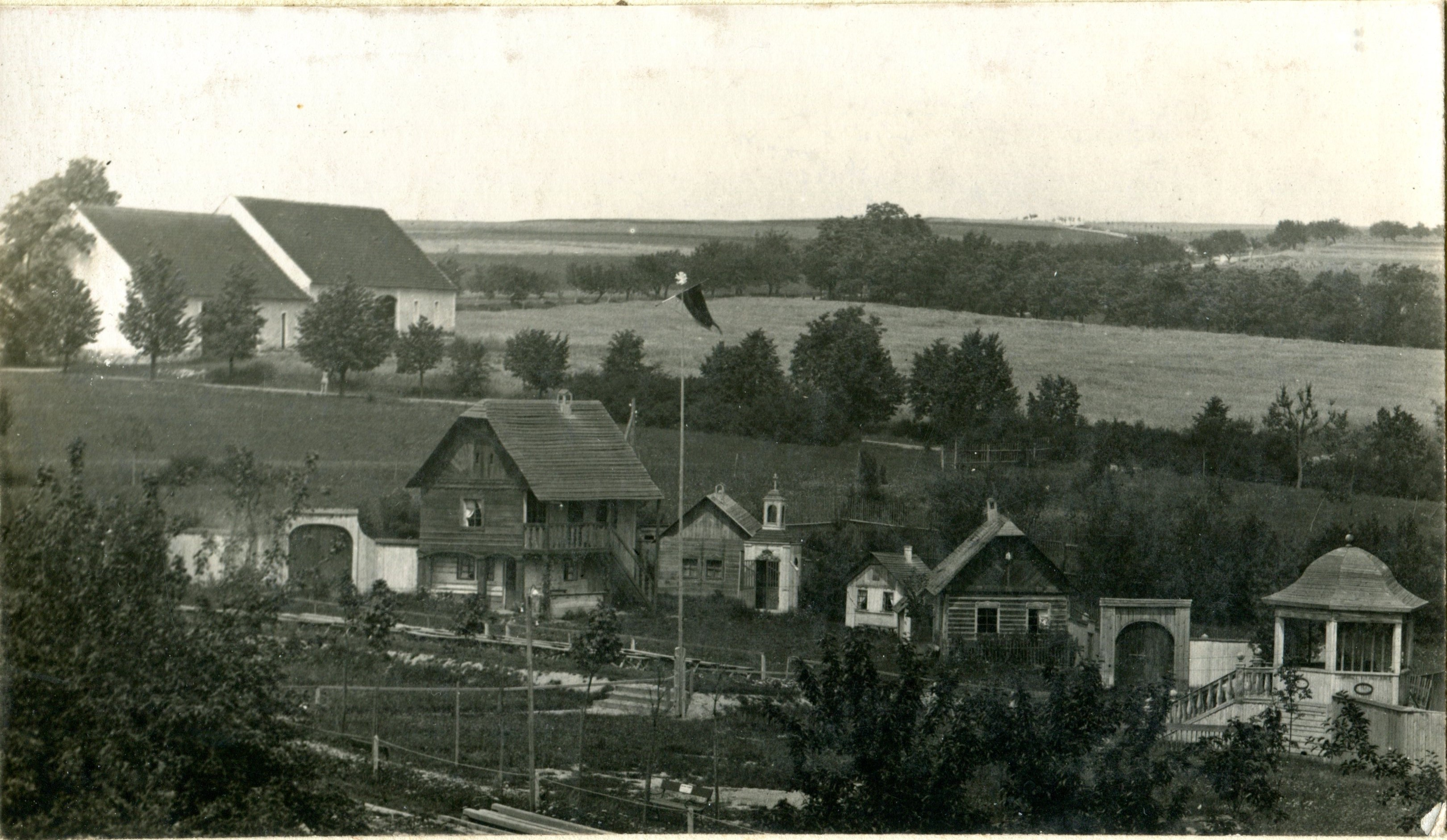
Divadlo v přírodě
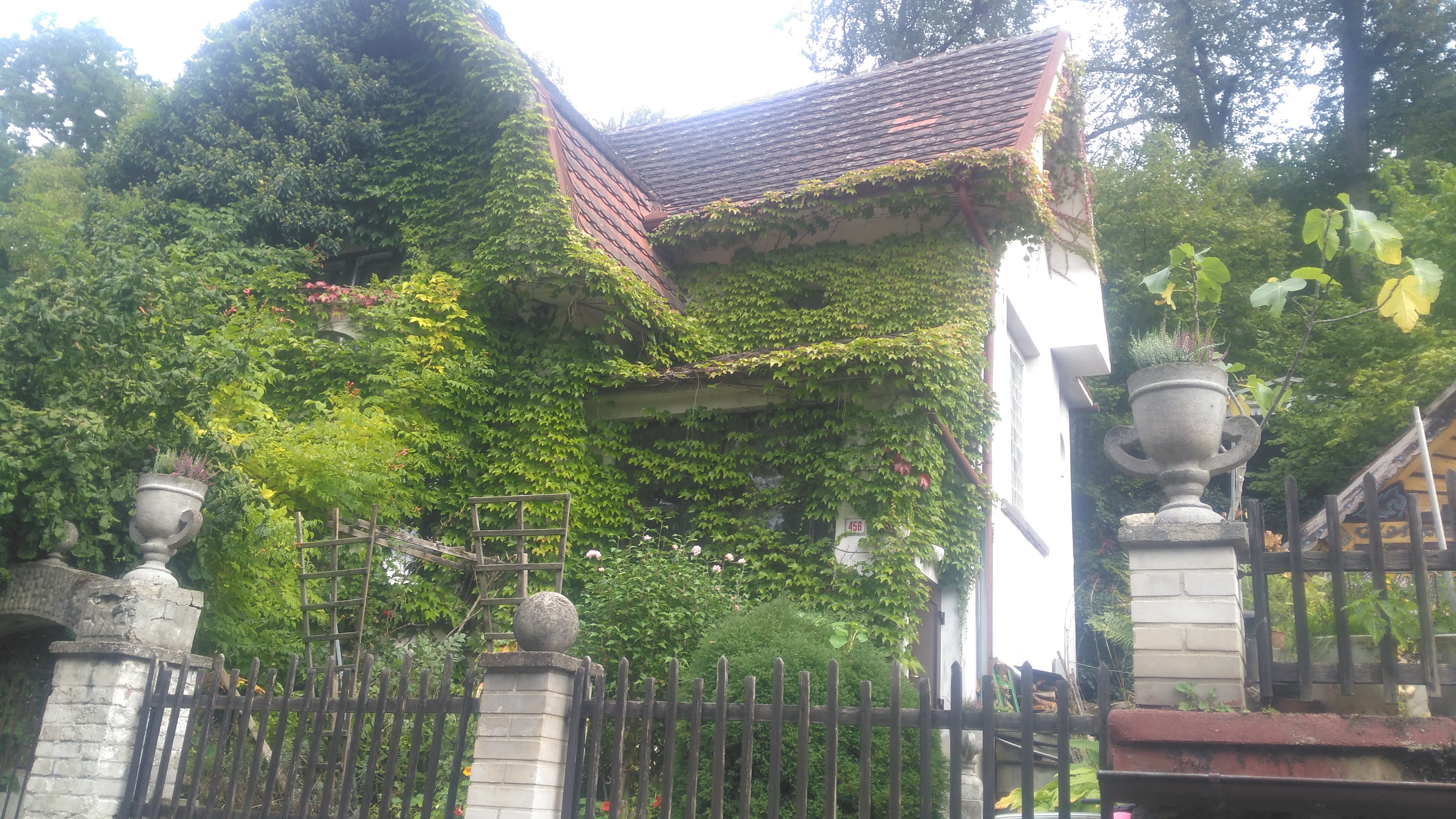
Dům Jana Švehly
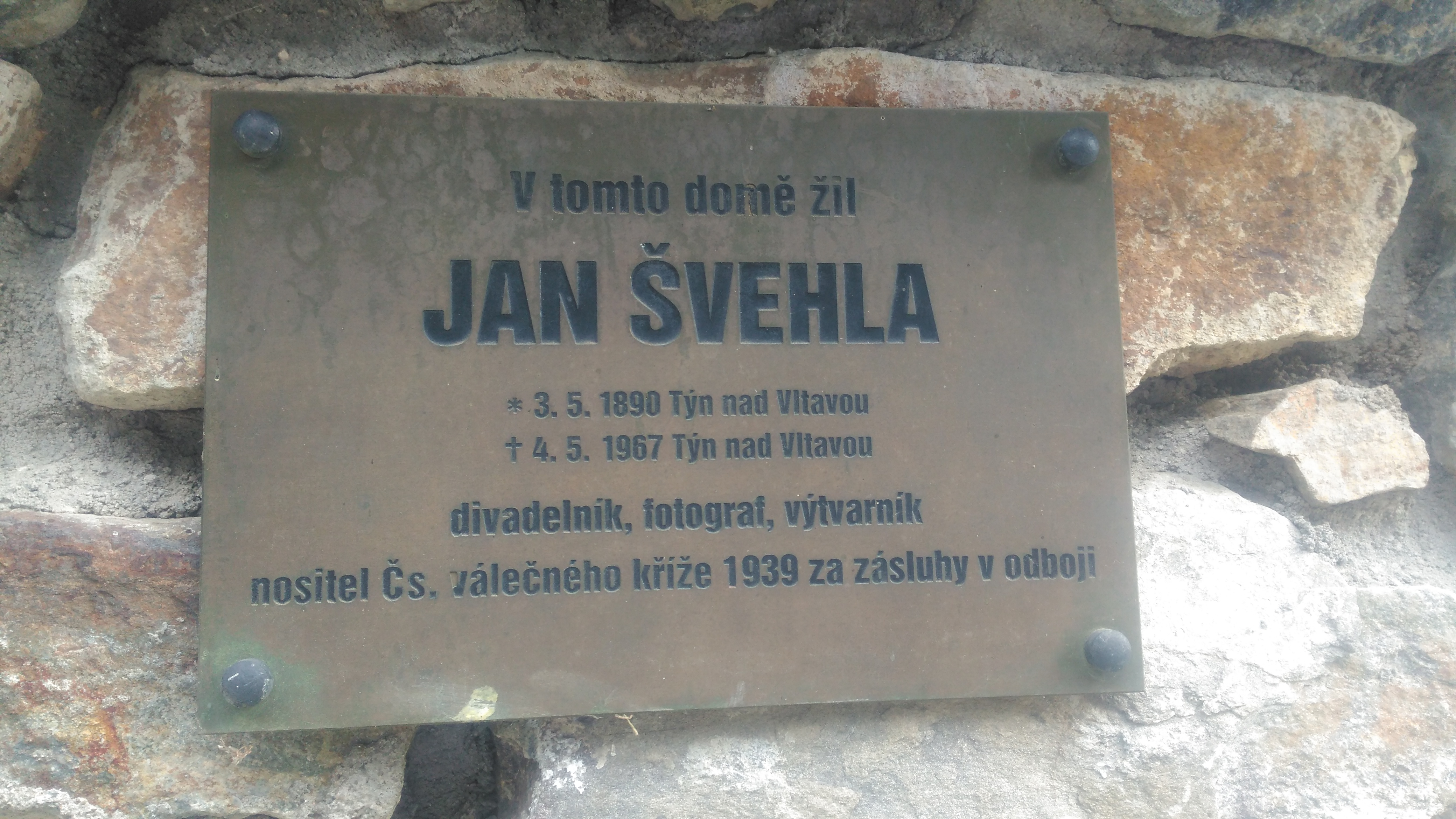
Pamětní deska